# 洛雷娜·特谢拉
洛雷娜·热拉尔多·特谢拉（葡萄牙語：Lorenne Geraldo Teixeira，1996年1月8日—），巴西女子排球运动员，2022年世界女子排球锦标赛银牌得主、2024年夏季奥林匹克运动会女子铜牌得主。